# Turkoman (hybride)
Pour les articles homonymes, voir turkoman.
Parent  de l'hybridation 
  chameau de Bactriane 
×

Parent  de l'hybridation 
  dromadaire 
Le turcoman (turkoman en anglais, allemand et russe, türqmen en turc, en turkmène et plus généralement en Asie centrale) est un hybride entre le Camelus bactrianus et le Camelus dromaderius. Plus corpulent que ses deux parents, le turcoman de première génération est le plus grand camélidé actuel.

## Description
Le turcoman a une bosse unique, légèrement subdivisée, décrite parfois comme « une bosse et demie », la bosse arrière se prolongeant dans une bosse avant peu individualisée.
Cet hybride, issu le plus souvent d'un mâle chameau de Bactriane et d'une femelle dromadaire, est commun en Asie centrale le long de l'ancienne route de la soie. Il est réputé pour ses capacités de bât et a l'avantage de combiner la rusticité du chameau avec l'endurance et la qualité laitière du dromadaire.
L'hybride femelle est toujours fertile, en revanche le mâle est réputé ne pas l'être, ou peu. Cependant, d'autres sources considèrent que la réputation d'infertilité du mâle est erronée.

## Étymologie et dénominations
Le nom turcoman dérive des Turcomans, nom français des Turkmènes, peuple turc d'Asie centrale.
Dans le cas d'hybrides obtenus à partir d’une chamelle et d’un dromadaire mâle, on parle de Nar-Maya ;  dans les cas inverses, il s'agit d’Iner-Maya. Aux générations suivantes, ce sont respectivement des kurts ou des kospaks.

## Histoire
Le turcoman est connu depuis longtemps ; il est mentionné dans les écrits d'Al-Mas'ûdî, au Xe siècle et des découvertes archéologiques ont permis de l'identifier dès l'antique empire perse, voire sous l'empire assyrien.

## Croisements
Les femelles du turcoman peuvent être utilisées pour des croisements ultérieurs, mais il n'est pas recommandé d'utiliser les mâles, sauf ceux de type kurt-III et kurt-IV. Certains types de turcomans présentent une tendance à la polyploïdie plus élevée que le chameau et le dromadaire (en particulier le nar-maya, l’iner-maya et le kurt-IV).

### Hybrides de première génération
Les hybrides de première génération sont semblables au dromadaire, mais leur bosse est plus étalée le long du dos. Si leur production de lait et de laine se trouve dans la moyenne de celle de leurs deux parents, ils sont plus forts et endurants (hétérosis). Leur masse corporelle est supérieure de 5 à 12 % à celle de leurs parents.

### Hybrides de seconde génération
Les hybrides de seconde génération présentent des performances moins intéressantes que celles de leurs parents (l'effet d'hétérosis disparaît), c'est pourquoi ils sont beaucoup moins fréquents et peu développés par les éleveurs.
- Le kospak est obtenu en croisant une femelle nar-maya et un chameau de Bactriane mâle. On parle de bal-kospak (ou kospak-1) pour le premier croisement, puis de myrza-kospak (ou kospak-2), et de nar-kospak (ou kospak-3) pour les croisements suivants. Leur production de lait est supérieure de 10 à 40 % à celle de la chamelle de Bactriane de type kazakh[10].
- Le kez-nar est obtenu par croisement d'une femelle kospak avec un dromadaire. Son gabarit, supérieur à celui du kospak, est similaire à celui du nar-maya, mais sa production de laine est plus importante que celle de ce dernier[10].
- Le kurt est obtenu par croisement d'une femelle nar-maya avec un dromadaire. Le fruit de ce croisement présente une bosse compacte avec un petit bourrelet à peine remarquable, qui s'efface de génération en génération et dont on ne retrouve plus trace après la 5e ou 6e génération. Le kurt est moins massif que le chameau, mais produit plus de lait. Le mâle kurt de génération III ou IV donne des croisements intéressants avec des femelles turkoman d'autres types[11].
- Le kurt-nar est un hybride du kurt avec le chameau de Bactriane de type kazakh. Il est moins massif que l’iner-maya[12].

## Distribution
Le turcoman se retrouve plus particulièrement dans les régions où sont élevés à la fois le dromadaire et le chameau de Bactriane : Turquie orientale, Azerbaïdjan, Iran, Afghanistan, Turkménistan, Ouzbékistan, Tadjikistan, Kazakhstan, Kirghizistan et Ouïghouristan. Au Kazakhstan, en 2007, près de 23 % du cheptel camelin était composé de turcomans.